# Порто-Флавія
39°20′10″ пн. ш. 8°24′29″ сх. д. / 39.33618° пн. ш. 8.40793° сх. д.
Порто-Флавія — морська гавань, розташована поблизу Небіди в комуні Іглезіас на півдні Сардинії, Італія. 
Побудована в 1923–24 рр., була центром видобутку корисних копалин у Масуа на західному узбережжі сардинської області Іглезенте.
Названа на честь Флавії Вечеллі, дочки інженера та дизайнера порту Чезаре Вечеллі. 
 
Характеристики гавані роблять її унікальною в світі, і на час її будівництва це було видатне інженерне досягнення. 

## Гірничодобувне виробництво
Масуа був комплексом кількох гірничодобувних підприємств у районі Сулсіс, регіоні Сардинії, багатому вугіллям, сіркою, барієм, цинком, свинцем, сріблом та іншими металами. 
Видобуток почався в 1600 році, але став економічно актуальним лише на початку 1900-х років, коли гірничий бізнес у всьому регіоні пережив швидке розширення. 
Видобуток, особливо у вугільних шахтах, вівся на низькотехнологічній основі до початку ХХ століття. 
З кінця 1800-х років видобуток металів відбувався сучаснішими методами, оскільки контролювався переважно багатими північноєвропейськими корпораціями, більш охочими вкладати гроші в підвищення ефективності видобутку.

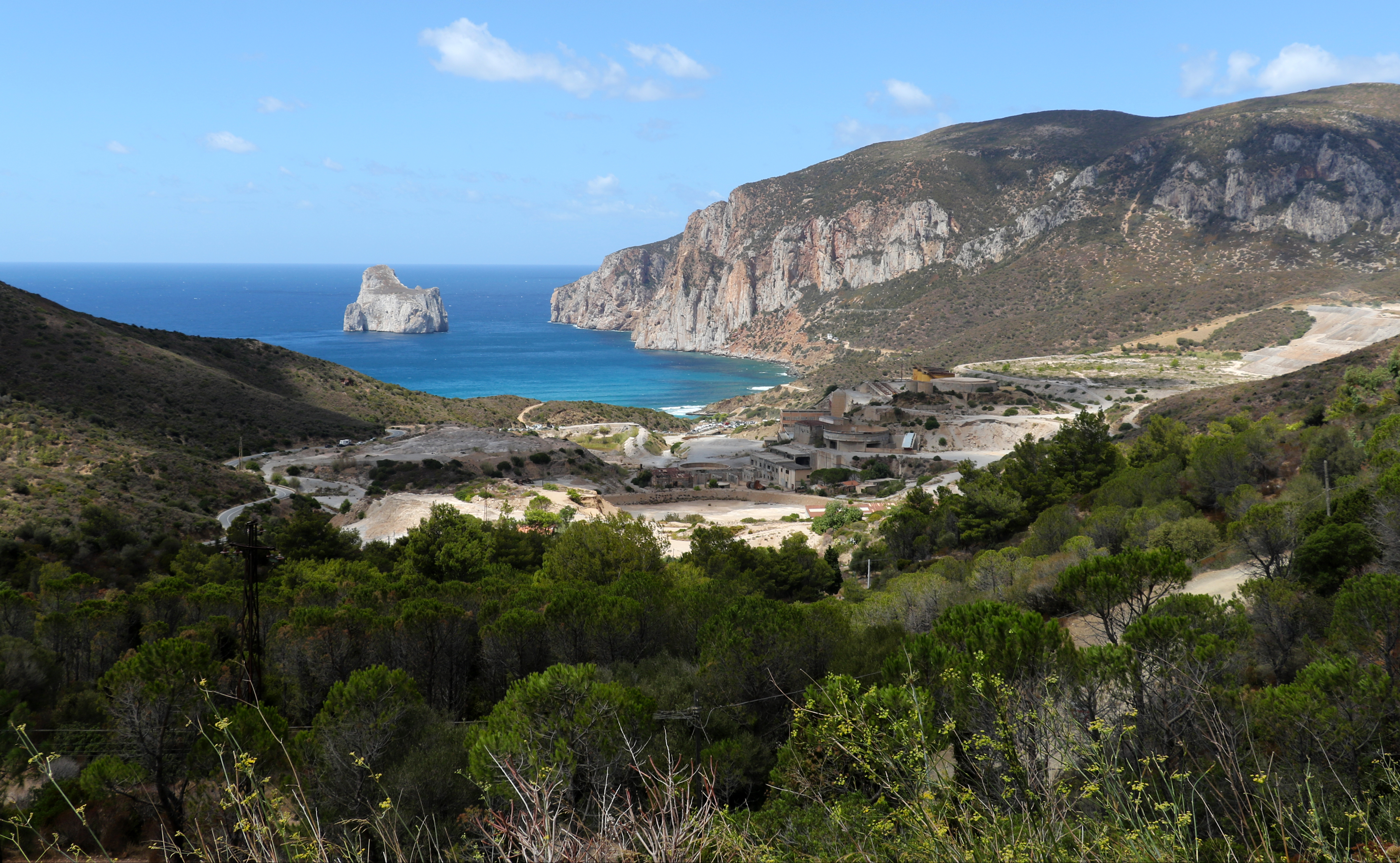
Копальні Масуа

У 1922 році шахти Масуа були придбані бельгійською компанією Vieille Montagne, і їх розробка зросла із зростанням потреби в цинку та свинці для реконструкції після Першої світової війни, а також завдяки технологічному прогресу у виробництві сталевих сплавів. 
Цинкову та свинцеву руду видобували в шахтах чоловіки (віком від 16 років), обробляли жінки та діти на централізованій «мийній установці» (називається Lavatoio) і, нарешті, зберігали.
До 1924 року моряки з Карлофорте перевозили оброблену руду в плетених кошиках, на своїх плечах, і завантажували біланчели (традиційна сардинська конструкція човна з двома латендами, до 30 тонн на човен). 

Руду доставляли за 30 км до гавані острова Карлофорте, де її вручну вивантажували з човнів. 
Потім руду зберігали на складі або в трюмах пароплавів, які чекали повного завантаження та транспортування на ливарні заводи Франції, Бельгії та Німеччини.
Процес транспортування був дорогим, повільним і небезпечним. 
Білансель не міг витримувати штормове море, особливо коли він був завантажений свинцем, тому операції були перервані. 
Човни зазвичай тонули. 
У моряків були жахливі умови праці з низькою оплатою праці, відсутністю відпочинку та великою фізичною втомою. 
За поганої погоди на повне завантаження пароплава в Карлофорте могло знадобитися до двох місяців. 
У хороших умовах потрібно було не менше семи днів. 
Вартість заробітної плати такої кількості робітників на додаток до значно більшої вартості пароплава та оренди причалу робила транспортування руди були дуже значними витратами у виробничому процесі.

## Проектування Порто-Флавія
Власник копалень звернувся до італійського інженера Чезаре Вечеллі з проханням розробити рішення, яке зменшило б час і вартість завантаження пароплавів.
Вечеллі обстежив узбережжя Масуа, зрештою знайшов ідеальне місце на високих скелях перед кекурами Пан-ді-Цуккеро. 
Тут море було досить глибоким і добре захищеним від вітру та хвиль, щоб можна було безпечно причалити, а руду можна було вивантажувати зі скель під дією сили тяжіння. 

Після одного року проектування він розробив детальний план будівництва двох тунелів, що розташовані один над одним, кожен довжиною 600 м, які були з’єднані дев’ятьма величезними вертикальними резервуарами для переробленої руди. 
У верхньому тунелі вантаж підвозили до резервуарів електровозом: руда самопливом вивантажувалась у люки на верхній частині резервуарів. 
У нижньому тунелі конвеєрна стрічка отримувала руду з резервуарів і доставляла її до 16-метрової автостели, здатної повністю завантажити пароплав, пришвартований біля основи скелі, приблизно за два дні. 
Резервуари, висічені безпосередньо в скелі, могли вмістити понад 10 000 метричних тонн руди. 

## Будівництво
Була зібрана спеціальна бригада гірників, знавців вибухівки та скелелазіння. 
Вони працювали позмінно, вдень і вночі, щоб завершити проходку в рекордні терміни. 
Попри те, що заходи безпеки практично ігнорувалися для прискорення робіт, на етапі будівництва не повідомлялося про жертви. 

Оскільки тунель не мав кутів і траншей, звичайна техніка проходки динамітом була неможливою (будівельники використовував ці кути та траншеї як укриття, підриваючи заряди лише за кілька метрів). 
Замість цього, невеликі порожнини були викопані на однаковій відстані, щоб дозволити робітникам знайти прикриття після підпалу вибухівки.
Їх все ще можна побачити. 

Робітники почали бурити верхню галерею на висоті 37 м над рівнем моря за допомогою динаміту та механічних бурів (на багатьох шахтах того часу в основному використовували кирки), доки вони не дійшли до моря. 
Потім вони повисли на мотузках і почали бурити нижній тунель зі скелі на висоті 16 м над рівнем моря, прямуючі в протилежному напрямку під верхню галереєю. 
Таким чином вони могли скидати вивезене каміння прямо в море. 
Нарешті, резервуари були пройдені шляхом створення отворів у базальтовій породі, починаючи з дна порожнин і піднімаючись вгору. 
Це знову полегшило вивіз завалів, хоча ця процедура була дуже небезпечною. 
Кожен резервуар для зберігання мав діаметр 4-8 м і висоту 20 м.
Збоку галерей були відкриті вентиляційні отвори. 
Були встановлені механічні чавунні люки разом з електрифікованою залізницею у верхній тунель. 
Поїзд доставляв руду до завантажувальних люків резервуарів, а в нижньому тунелі розвантажувальні люки подавали руду на конвеєрну стрічку, що веде до суден. 
Пояс був покритий сталевим кожухом, щоб запобігти розносу вітром пилу оксиду цинку. 
Він розширювався і втягувався після доставки вантажу в трюм корабля. 
 
Головна конвеєрна стрічка мали інноваційну рухливу систему вирівнювання, розроблену для зменшення ризику виходу стрічки з ведучих коліс під тиском руди, що падає. 
Основна стрічка скидала руду на трохи нижчу автостелу, яку можна було висунути на 15 м і спрямовувати руду у вертикальну шахту, що йшла до трюму пришвартованого корабля.
Будівництво зайняло лише два роки, закінчившись в 1924 році, надзвичайно короткий період для роботи такого масштабу. 
Портали тунелів, що виходили до моря, були прикрашені бетонними вежами та декоративними табличками. 
Вони не були необхідними для роботи, але їх попросив побудувати власник компанії на знак престижу. 
Дочка Вечеллі, Флавія, народилася раніше, в 1924 році, і інженер отримав від компанії дозвіл назвати гавань на її честь.

## Операції
По відкриттю гавані Порто-Флавія в 1924 році, вона скоротила витрати на видобуток руди до 70 відсотків, дозволивши «Vieille Montagne» за короткий час здобути значну частку ринку. Будівництво Порто-Флавія окупилося менш ніж за два роки і вважалося технічним дивом у гірничому справі. 
Іншим гірничим компаніям не дозволялося використовувати тунель і гавань, вони все ще використовували ручну працю та довші залізничні маршрути. 
Відкриття Порто-Флавія залишило багатьох моряків з Карлофорта без роботи, що завдало шкоди економіці острова.
Умови праці в Порто-Флавія були кращими, ніж у шахтах, завдяки функціональній системі видалення пилу, хорошій вентиляції, природному освітленню, високоякісному обладнанню та вищій заробітній платі. 
Але були й смертельні нещасні випадки: одну з найризикованіших робіт виконувала «Squadra della Morte», спеціальна група робітників, які мали входити в резервуари, підвішуючись згори та виймаючи за допомогою жердин і вибираючи руду, що застрягла на скелястих стінах.
За звичайних умов підприємство могло доставити понад 500 метричних тонн руди на годину до судна, що чекало. 

## Спадщина
Важливість Порто-Флавія зменшилася в 1960-х роках після занепаду гірничодобувної діяльності в Сулсісі-Іглезенте, і його було закрито в 1990-х роках, коли видобуток корисних копалин у Масуа припинився. 
Сьогодні він належить «IGEA SpA», державній компанії, яка займається реставрацією та збереженням старих гірничих підприємств.
Порто-Флавія є об’єктом, що перебуває під охороною ЮНЕСКО, і є одним із запропонованих напрямків для екскурсій по гірничих і промислових археологічних об’єктах у регіоні. 
Щоденні екскурсії проводяться тунелем під керівництвом колишніх робітників або гірничих техніків IGEA. 